# Жилов, Ислам Бесланович
Ислам Бесланович Жилов (род. 29 ноября 1997, Нарткала, Урванский район, Кабардино-Балкария, Россия) — российский футболист, защитник «Амкара».

## Карьера
Воспитанник любительского клуба «Кубанская Корона» из хутора Шевченко Краснодарского края. Летом 2017 года перешёл в «Спартак-Нальчик». В январе 2018 года пополнил ряды «Анжи-2». В июле того же года подписал контракт с «Урожаем». В 2019—2021 годах защищал цвета фарм-клуба петербургского «Зенита». Летом 2021 года перешёл в «Машук-КМВ». В феврале 2022 года пополнил ряды казахстанского «Аксу». Дебютировал в Высшей лиге Казахстана 27 апреля в матче против «Акжайыка» (1:0). Летом 2023 года вернулся в Россию, подписав контракт с «Кубанью». В феврале 2025 года перешел в «Амкар».

## Клубная статистика
| Игровая карьера | Игровая карьера | Игровая карьера | Лига | Лига | Кубок | Кубок | Межд. | Межд. | Др. | Др. |
| --------------- | --------------- | --------------- | ---- | ---- | ----- | ----- | ----- | ----- | --- | --- |
| 2017/18         | Спартак-Нальчик | В               | 9    | 0    | 1     | 0     | —     | —     | —   | —   |
| 2018/19         | Урожай          | В               | 15   | 0    | —     | —     | —     | —     | —   | —   |
| 2019/20         | Зенит-2         | В               | 21   | 0    | —     | —     | —     | —     | —   | —   |
| 2020/21         | Зенит-2         | В               | 13   | 0    | —     | —     | —     | —     | —   | —   |
| 2021/22         | Машук-КМВ       | В               | 11   | 1    | —     | —     | —     | —     | —   | —   |
| 2022            | Аксу            | А               | 18   | 0    | 4     | 0     | —     | —     | —   | —   |
| 2023            | Аксу            | А               | 5    | 0    | 1     | 0     | —     | —     | —   | —   |
| 2023/24         | Кубань          | Б               | 20   | 0    | —     | —     | —     | —     | —   | —   |
| 2024            | Кубань          | В               | 16   | 0    | —     | —     | —     | —     | —   | —   |

## Достижения
- Серебряный призёр Второй лиги (2): 2018/19 (зона «Юг»), 2020/21 (зона «Запад»)
- Бронзовый призёр зоны «Запад» Второй лиги: 2019/20

## Интересные факты
Зимой 2021 года во время тренировки на сборе «Зенита-2» в турецком Белеке Жилов вместе со своим партнером Никитой Симдянкиным и тренером по физподготовке Луисом Анулой услышали крики о помощи и, откликнувшись на них, вытащили потерявшего сознание человека из горящего помещения, сохранив ему жизнь.